# Anatoli Zimón
Anatoly Davydovich Zimon   (en ruso: Анато́лий Давы́дович Зимо́н: Анато́лий Давы́дович Зимо́н (20 de noviembre de 1924 – 22 de febrero de 2015) fue un profesor honorario de la Academia Tecnológica Estatal de Moscú, doctor de Ciencias Técnicas, científico honorario de Rusia, Académico de la Academia Internacional de Ecología y Seguridad de Vida, veterano de la Segunda Guerra Mundial y coronel retirado.
Creó una tendencia nueva en el campo de adhesión, el cual tuvo un valor científico y práctico importante y obtuvo reconocimiento en Rusia y en el extranjero. Siete monografías del autor, incluyendo dos publicado en los Estados Unidos complilando a una enciclopedia de adhesión. En el libro Descontaminación publicado en Japón y Alemania, basados en sus estudios propios, presentando la teoría y práctica de descontaminación y probando después del desastre de Chernobyl. Publicó cinco libros científicos, entre ellos el primer Física y Química de Coloides. Durante los años 1967-2001 publicó 26 textos, y un reciente relanzado 37 volúmenes.